# Synalpheus charon
Synalpheus charon är en kräftdjursart som först beskrevs av Carl Bartholomäus Heller 1861.  Synalpheus charon ingår i släktet Synalpheus och familjen Alpheidae. Inga underarter finns listade i Catalogue of Life.